# Marcelino dos Santos
Pour les articles homonymes, voir dos Santos.
Marcelino dos Santos, né le 20 mai 1929 à Lumbo (Mozambique portugais) et mort le 11 février 2020 à Maputo (Mozambique), est un homme politique et poète mozambicain.

## Biographie
Marcelino dos Santos fut l'un des membres fondateurs du Front de libération du Mozambique, dont il occupa également la fonction de vice-président. Après l'indépendance du Mozambique en 1975, Marcelino dos Santos fut le premier ministre de la Planification et du Développement, fonction qu'il abandonna en 1977 lors de la constitution du premier Parlement du pays (alors appelé Assemblée populaire), duquel il fut président jusqu'aux premières élections multipartites en 1994.
Sous les pseudonymes de Kalungano et Lilinho Micaia, il publie des poèmes dans le journal O Brado Africano et dans deux anthologies publiées à Lisbonne par le centre d'étudiants africains, la Casa dos Estudantes do Império (pt) (CEI). Sous son nom officiel, Canto do Amor Natural est publié par l'Association des écrivains mozambicains (AEMO) en 1987.